# 前庭大腺囊肿
前庭大腺囊肿（英語：Bartholin's cyst、巴氏腺囊腫），是一种妇科外阴前庭大腺出现的囊肿疾病，它是由于腺管外口阻塞，使腺体分泌物不能排出，而形成的囊肿。它可能是细菌感染引起，也可能是炎症自身产生。
本病多发生在生育年龄的妇女，多为单发。小型囊肿可无症状，囊肿增大后，有坠胀感、性交不适等。囊肿感染时引起局部疼痛。检查肿物位于前庭区，小阴唇的下半部，不与皮肤粘连，可移动。急性感染时，囊肿表面红肿有压痛，穿刺可抽出黏液，偶为浆液；如已化脓，则可抽出脓液。袋形缝合术是一种常见的手术方式。